# Jakob Mauvillon
Jakob Mauvillon (Leipzig, 08 de março de 1743 — Brunsvique, 11 de janeiro de 1794), filho de Eleazar Mauvillon, foi uma figura do século 18 no liberalismo alemão.
Ele nasceu em Leipzig, de descendência huguenote francesa. Ele era professor de política em Brunswick. Ele defendeu uma filosofia radical laissez-faire, que incluía propostas para a privatização de todas as escolas e do sistema postal, a ser financiado de forma privada em vez de impostos. Ele especulou que as funções de segurança do estado também poderiam ser financiadas voluntariamente.
Além de defender o laissez-faire em questões econômicas, ele também "expressa um libertarianismo radical que se centra na liberdade de imprensa e expressão", como revelado em uma carta ao bibliotecário da Herzog August Bibliothek em Wolfenbüttel, Ernst Theodor Langer. Ele disse que pensa que "os verdadeiros bárbaros são aqueles que colocam obstáculos no caminho da liberdade de imprensa e dificultam a pesquisa em teologia, filosofia e política; em suma, aqueles que emitem decretos sobre censura, éditos sobre religião e que proíbem as pessoas de ler ou pensar." Ele morreu em Braunschweig.
Mauvillon foi um mentor do liberal francês Benjamin Constant.